# Parmentiera aculeata
Parmentiera aculeata är en katalpaväxtart som först beskrevs av Carl Sigismund Kunth, och fick sitt nu gällande namn av Berthold Carl Seemann. Parmentiera aculeata ingår i släktet Parmentiera och familjen katalpaväxter. Inga underarter finns listade i Catalogue of Life.

## Bildgalleri

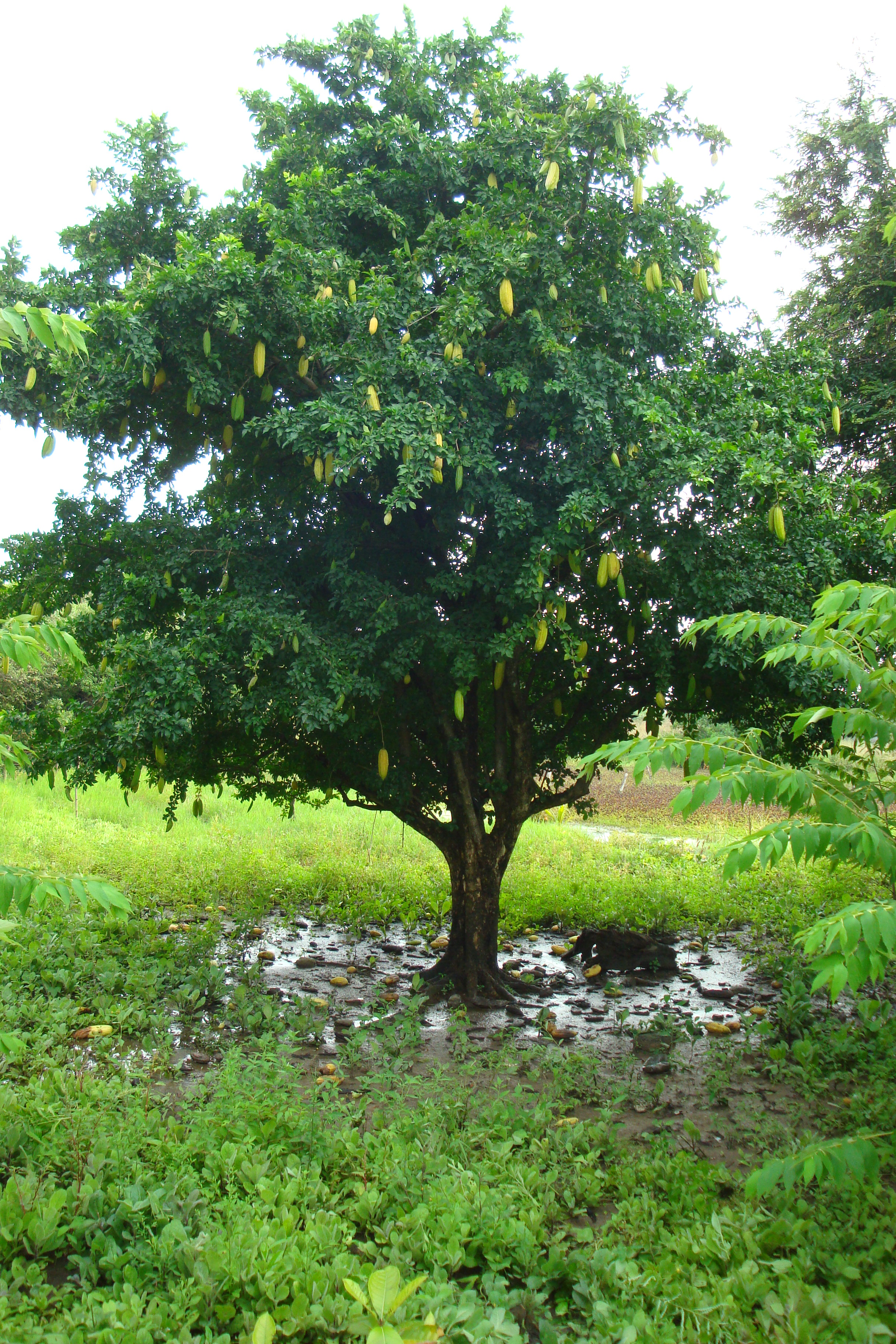
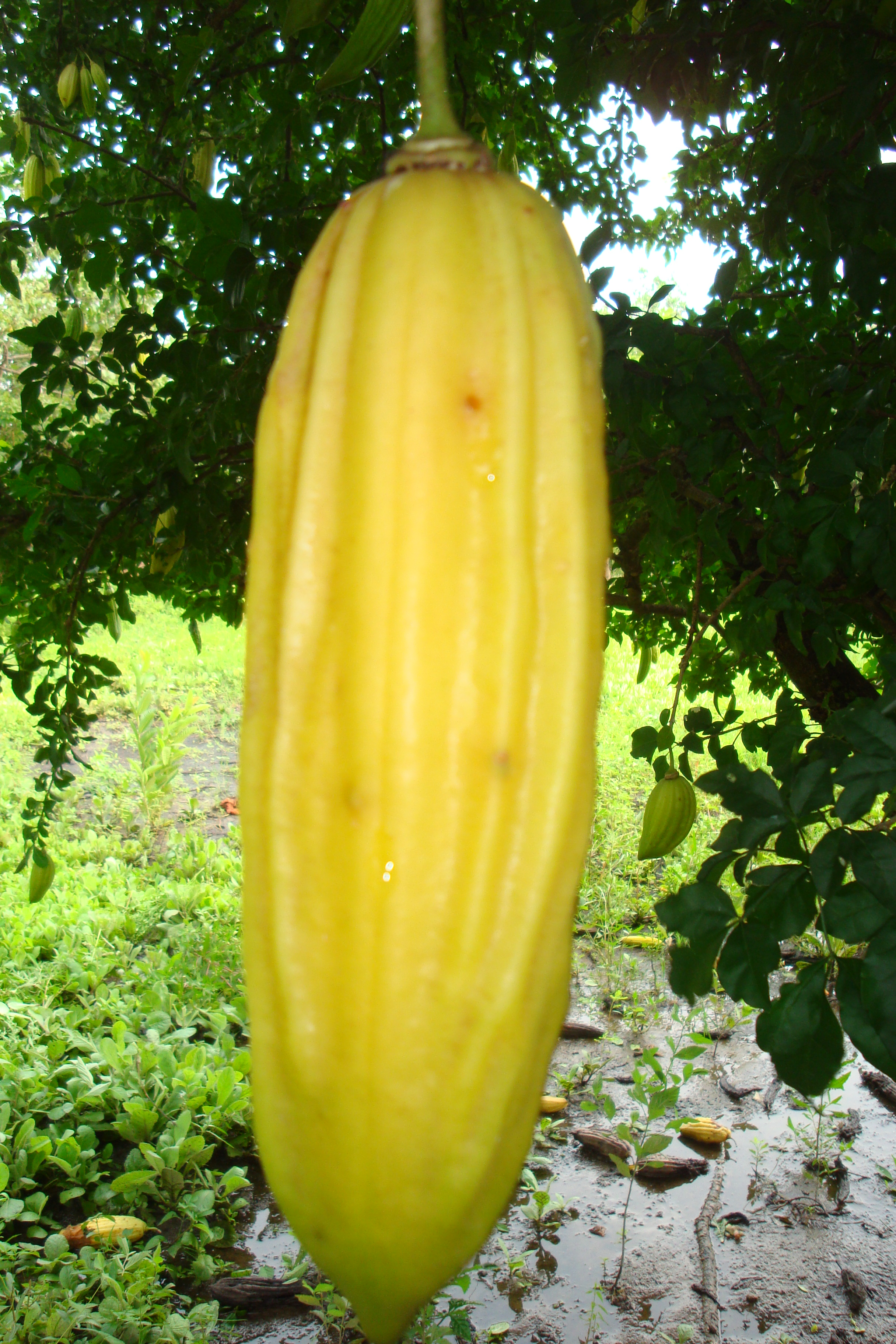
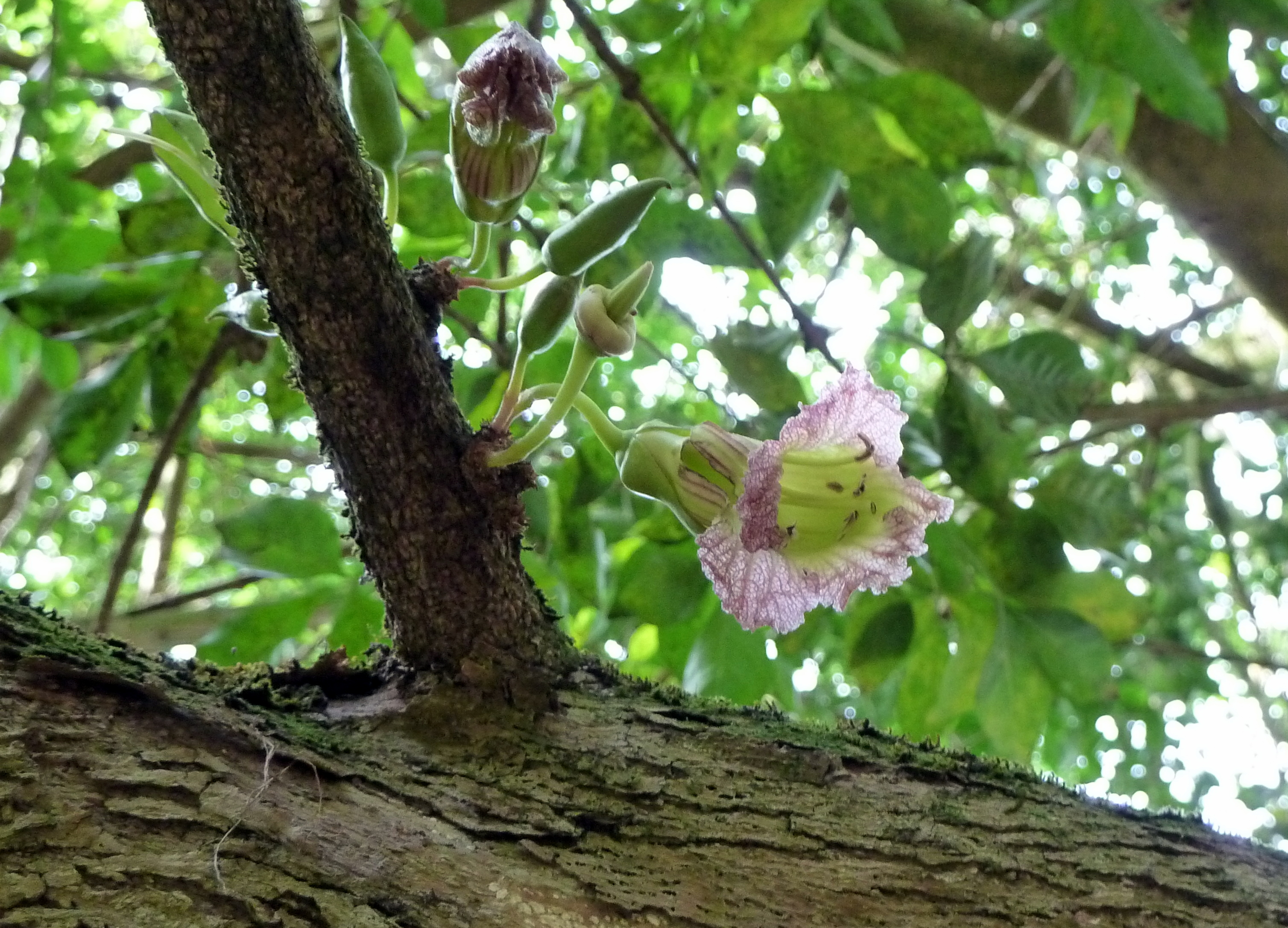